# Polystichum integrilobum
Polystichum integrilobum là một loài thực vật có mạch trong họ Dryopteridaceae. Loài này được (Ching ex Y.T. Hsieh) W.M. Chu ex H.S. Kung miêu tả khoa học đầu tiên năm 1998.